# 布吕-欧里亚克
布吕-欧里亚克（法語：Brue-Auriac，法語發音：[bʁy oʁjak]）是法国普罗旺斯-阿尔卑斯-蓝色海岸大区瓦尔省的一个市镇，属于布里尼奥勒区。该市镇于1840年由原市镇布吕（Brue）和欧里亚克（Auriac）合并而成。

## 地理
布吕-欧里亚克（43°31'39"N, 5°56'40"E）面积36.73 平方千米，位于法国普罗旺斯-阿尔卑斯-蓝色海岸大区瓦尔省，该省份为法国东南部沿海省份，北起上普罗旺斯阿尔卑斯省，西北角与沃克吕兹省接壤，西接罗讷河口省，南濒地中海，东临滨海阿尔卑斯省。
与布吕-欧里亚克接壤的市镇（或旧市镇、城区）包括：巴尔若勒、沙托韦尔、圣马丹德帕利耶尔、圣马克西曼-拉圣博姆、塞永苏尔斯达尔让。

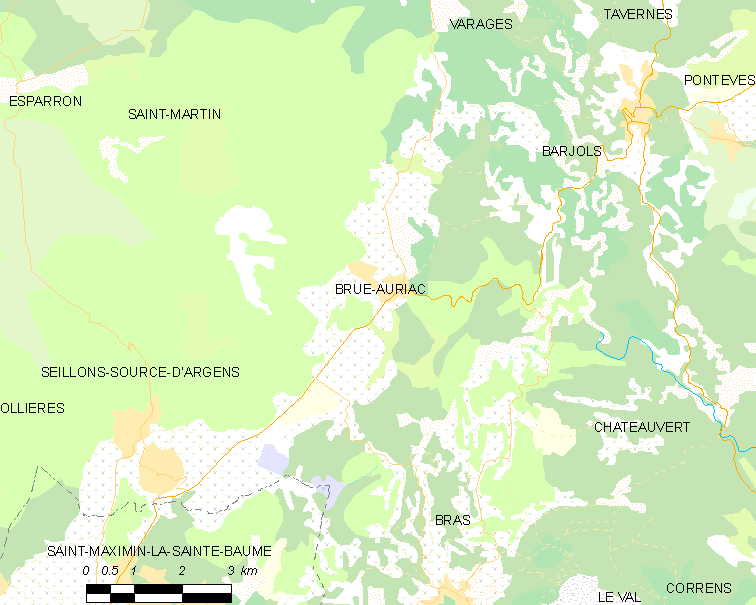
布吕-欧里亚克的OSM定位图

布吕-欧里亚克的时区为UTC+01:00、UTC+02:00（夏令时）。

## 行政
布吕-欧里亚克的邮政编码为83119，INSEE市镇编码为83025。

## 政治
布吕-欧里亚克所属的省级选区为圣马克西曼-拉圣博姆县。

## 人口

1962-2008年间布吕-欧里亚克人口变化图示

布吕-欧里亚克于2022年1月1日时的人口数量为1456人。